# Amanita nivalis
Amanita nivalis là một loài nấm đảm thuộc chi Amanita trong họ Amanitaceae. Loài này được nhà nghiên cứu Robert Kaye Greville miêu tả khoa học lần đầu tiên năm 1826 từ mẫu vật tìm thấy ở vùng cao nguyên của Scotland. Danh pháp khoa học nivalis (tuyết trắng) mà Greville đặt để chỉ môi trường sống của nấm này, không phải chỉ màu trắng của nấm.